# Scriitorilor
Scriitorilor este un cartier din municipiul Brașov.